# رابرت گاردنر (انسان‌شناس)
رابرت گروفنر گاردنر (انگلیسی: Robert Grosvenor Gardner؛ ۵ نوامبر ۱۹۲۵ – ۲۱ ژوئن ۲۰۱۴) یک انسان‌شناس اهل ایالات متحده آمریکا بود.
وی همچنین برنده جوایزی همچون کمک هزینه گوگنهایم شده‌است.